# Robert LuPone
Robert Francis „Bob“ LuPone (* 29. Juli 1946 in Brooklyn, New York City, New York; † 27. August 2022 in Albany, New York) war ein US-amerikanischer Schauspieler, Tänzer und der Künstlerische Leiter des MCC Theaters in New York City.

## Leben
LuPone war der Sohn von Orlando Joseph LuPone, einem Schulleiter und Englischlehrer an der Walt Whitman High School in Huntington, Long Island, und von Angela Louise Patti, Bibliothekarin am C. W. Post Campus der Long Island University; väterlicherseits stammte er aus den Abruzzen, mütterlicherseits aus Sizilien.
Neben seinem Zwillingsbruder William hatte er eine jüngere Schwester, die Schauspielerin und Sängerin Patti LuPone. Seine Urgroßtante war die im 19. Jahrhundert in Spanien geborene italienische Opernsängerin Adelina Patti, sein Cousin Tom Fontana, zudem war er der Schwager von Matthew Johnston.
LuPone wuchs in Northport auf Long Island auf und kam früh mit der Schauspielerei in Berührung, als er seine Schwester Patti bei einem PTA Dance Concert an seiner Grundschule tanzen sah. Ein Jahr später begann er nach der Schule erste Tanzschritte zu lernen und besuchte im Alter von 15 bis 18 das Martha Graham Studio, wo er eine Tanzausbildung unter Antony Tudor, José Limon und Martha Graham absolvierte, bevor er seine Ausbildung an der Juilliard School fortsetzte, an der auch seine Schwester ihren Abschluss machte. Im Anschluss studierte er Schauspiel und Theater am HB Studio in Greenwich Village unter Uta Hagen sowie am Drama Studio in London.
Am 18. Juni 1978 heiratete er Kathryn M. Duke. Seit dem 4. Oktober 1998 war er in zweiter Ehe, bis zu seinem Tod, mit Virginia Rae Robinson verheiratet. Das Paar lebte zuletzt in Athens in Greene County und hatte einen gemeinsamen Sohn.
LuPone starb im Alter von 76 Jahren in einem Hospiz in Albany im US-Bundesstaat New York an den Folgen von Bauchspeicheldrüsenkrebs und wurde von seiner Frau, seinem Sohn und seinen Geschwistern überlebt; seine Asche wurde der Familie übergeben.

## Karriere
Nach seinem Abschluss an der Juilliard School im Jahr 1968 hatte LuPone im selben Jahr sein Debüt am Broadway als Tänzer in Noël Cowards Sweet Potato. Als Tänzer war er in drei weiteren Produktionen zu sehen, bevor er 1975 erfolgreich für A Chorus Line vorsprach, nachdem er Michael Bennett überzeugt hatte, ihn die Rolle des Regisseurs Zach spielen zu lassen.
LuPone wurde 1976 für seine Darstellung für den Tony Award als „Bester Hauptdarsteller“ in einem Musical nominiert – es war seine letzte Tanzrolle. Zu weiteren Auftritten gehörten The Magic Show (1974), Saint Joan (1977), Late Nite Comic (1987), A View from the Bridge (1997), True West (2000) und A Thousand Clowns (2001). Zu seinen zahlreichen Off-Broadway-Auftritten gehörten Twelfth Night (1980), Black Angel (1982) und Lennon (1982). Darüber hinaus trat er auch an regionalen Theatern auf und wurde mit dem Jeff Award ausgezeichnet.
1986 gründete LuPone zusammen mit Bernard Telsey und William Cantler die Manhattan Class Company (MCC), aus der das gemeinnützige MCC Theater am Off-Broadway hervorging. Als künstlerischer Leiter produzierte er unter anderem Frozen (2004), Reasons To Be Pretty (2008) und Hand to God (2014), die alle für den Tony Award für das beste Theaterstück nominiert wurden und schließlich ihren Weg an den Broadway fanden. Blake West kam 2006 als geschäftsführender Direktor zum Unternehmen. Seit dem 9. Januar 2019 firmiert die Theatergruppe als Robert W. Wilson MCC Theater Space in Manhattans Stadtteil Hell’s Kitchen. Bis zum Frühjahr 2011 war er zudem Leiter des MFA Drama Program an der New School for Drama in New York City.
Sein Filmdebüt hatte er 1973 in der Rolle des Apostels James (Jakobus) in Jesus Christ Superstar. Im Fernsehen trat LuPone in mehreren Seifenopern auf, so war er in den 1980er Jahren als Zack Grayson in All My Children und in den 1990er Jahren in Guiding Light zu sehen. Für seine Darstellung in All My Children war er 1985 in der Kategorie „Outstanding Actor in a Supporting Role in a Daytime Drama Series“ für den Daytime Emmy Award nominiert.
Von 1999 bis 2007 verkörperte er Dr. Bruce Cusamano in fünf Folgen der Fernsehserie Die Sopranos, dem Nachbarn der titelgebenden Familie. Zwischen 2003 und 2009 hatte er eine Nebenrolle als Nelson Broome in Criminal Intent – Verbrechen im Visier sowie in Law & Order: Special Victims Unit im Jahr 2004.
Er spielte auch in der Pilotfolge der NBC-Musical-Serie Smash sowie in der Pilotfolge des Showtime-Dramas Billions mit.
Im deutschen Sprachraum wurde LuPone unter anderem von Walter Alich, Michael Christian, Arne Elsholtz, Till Hagen, Joachim Höppner, Michael Iwannek, Matthias Klages, Reinhard Kuhnert, Wolff von Lindenau, Christoph Lindert, Ronald Nitschke, Joachim Pukaß, Peter Reinhardt, Lutz Riedel, Bernd Rumpf, Frank-Otto Schenk, Manfred Schott, Ulf-Jürgen Wagner, Bodo Wolf und Hasso Zorn synchronisiert.

## Filmografie (Auswahl)

### Film
- 1970: Song of Norway
- 1973: Jesus Christ Superstar
- 1989: Death Strip
- 1991: The Doors
- 1995: Love and Betrayal: The Mia Farrow Story (Fernsehfilm)
- 1995: Schwanger von Nr. 247
- 1995: Kleine Gangster, große Kohle
- 1995: Dead Presidents
- 2000: Eine amerikanische Tragödie – Die O.J. Simpson Story (Fernsehfilm)
- 2002: Heartbreak Hospital
- 2004: The Door in the Floor – Die Tür der Versuchung
- 2004: Indocumentados
- 2005: Vieni via con me
- 2006: Mentor
- 2007: Then She Found Me
- 2007: Funny Games U.S.
- 2009: Breaking Point
- 2013: Isn’t It Delicious

### Fernsehen
- 1976: Reich & arm II (Rich Man, Poor Man Book II)
- 1977: The Feather and Father Gang
- 1979–1980: Ryan’s Hope
- 1983: Henderson
- 1984–1985: All My Children
- 1985–1986: Another World
- 1987: CBS Summer Playhouse
- 1989–1997: Springfield Story
- 1990–2002: Law & Order
- 1991–1994: Loving
- 1994: Ghostwriter
- 1996: Swift Justice
- 1999–2007: Die Sopranos
- 2000: Sex and the City
- 2000: J.A.G. – Im Auftrag der Ehre
- 2001: Ally McBeal
- 2002: Crossing Jordan: Pathologin mit Profil
- 2003–2009: Criminal Intent – Verbrechen im Visier
- 2004–2019: Law & Order: Special Victims Unit
- 2005: Stella
- 2006: Conviction
- 2009: Royal Pains
- 2010: Gravity
- 2011: A Gifted Man
- 2011: Gossip Girl
- 2012: Smash
- 2014: The Affair
- 2016: Billions
- 2016: Odd Mom Out

## Theater (Auswahl)

### Broadway
- 1968: Noël Coward’s Sweet Potato (Ethel Barrymore Theatre + Booth Theatre)[9][10]
- 1970: Minnie’s Boys (Imperial Theatre)[9][10]
- 1970–1972: The Rothschilds (Lunt-Fontanne Theatre)[9][10]
- 1974–1978: The Magic Show (Cort Theatre)[9][10]
- 1975–1990: A Chorus Line (Shubert Theatre)[9][10]
- 1977–1978: Saint Joan (Circle in the Square Theatre)[9][10]
- 1987: Late Nite Comic (Walter Kerr Theater ehem. Ritz Theatre)[9][10]
- 1990: Zoya's Apartment (Circle in the Square Theatre)[9][10]
- 1997–1998: A View From the Bridge (Criterion Center Stage Right + Neil Simon Theatre)[9][10]
- 2000: True West (Circle in the Square Theatre)[9][10]
- 2001: A Thousand Clowns (Longacre Theatre)[9][10]
- 2004: Frozen (Lyceum Theatre, Regie)[9][10]
- 2004–2005: Escape: 6 Ways To Get Away (Circle in the Square Theatre, Regie)[10]
- 2009: Reasons To Be Pretty ()[9][10]
- 2012: Wit (Samuel J. Friedman Theatre)[9][10]
- 2013: The Other Place (Samuel J. Friedman Theatre)[9][10]
- 2013: The Snow Geese (Samuel J. Friedman Theatre, Regie)[9][10]
- 2015–2016: Hand to God (Booth Theatre)[9][10]
- Angels in America[1]

### Off-Broadway
Schauspieler
- 1971: Charlie Was Here and Now He’s Gone (Eastside Playhouse)[11]
- 1975: A Chorus Line (Joseph Papp Public Theater / Newman Theater)[11]
- 1980: Twelfth Night (Circle Theatre)[11]
- 1981: In Connecticut (Circle Theatre)[11]
- 1982: Snow Orchid (Circle Repertory Theatre)[11]
- 1982: Lennon (Entermedia Theater)[11]
- 1982: Black Angel (Circle Repertory Theatre)[11]
- 1993: The Able-Bodied Seaman (MCC Theater)[11]
- 2002: Change Beds and Dance[1]
- 2017: The Violin (59E59 Theaters / Theater A)[11]

Regie und Produktion
- 1992: Class 1 Acts: ’91-’92 (MCC Theater)[11]
- 1993: D Train (MCC Theater)[11]
- 1995: Nixon’s Nixon (MCC Theater)[11]
- 1996: The Grey Zone (MCC Theater)[11]
- 1996: Nixon’s Nixon (Westside Theatre / Downstairs)[11]
- 1996: Three in the Back, Two in the Head (MCC Theater)[11]
- 1996: The Gravity of Means (MCC Theater)[11]
- 1997: Good As New (MCC Theater)[11]
- 1998: Anadarko (MCC Theater)[11]
- 1998: Wit (Union Square Theatre)[11]
- 1999: Sueno (MCC Theater)[11]
- 1999: The English Teachers (MCC Theater)[11]
- 1999: Trudy Blue (MCC Theater)[11]
- 2000: Yard Gal (MCC Theater)[11]
- 2000: A Place at the Table (MCC Theater)[11]
- 2001: The Dead Eye Boy (MCC Theater)[11]
- 2001: The Glory of Living (MCC Theater)[11]
- 2002: Runt of the Litter (MCC Theater)[11]
- 2002: A Letter From Ethel Kennedy (MCC Theater)[11]
- 2002: The Mercy Seat (Theatre Row / Theatre Three ehem. Acorn Theater)[11]
- 2003: Scattergood (Samuel Beckett Theatre)[11]
- 2003: Intrigue with Faye (Theatre Row / Theatre Three ehem. Acorn Theater)[11]
- 2003: Bright Ideas (East 13th Street/CSC Theatre)[11]
- 2004: Frozen (East 13th Street/CSC Theatre)[11]
- 2004: The Distance From Here (The Duke on 42nd Street)[11]
- 2004: Last Easter (Lucille Lortel Theatre)[11]
- 2004: Fat Pig (Lucille Lortel Theatre)[11]
- 2005: What of the Night (Lucille Lortel Theatre)[11]
- 2005: Colder Than Here (Lucille Lortel Theatre)[11]
- 2006: The Wooden Breeks (Lucille Lortel Theatre)[11]
- 2006: Some Girl(s) (Lucille Lortel Theatre)[11]
- 2006: Nixon’s Nixon (Lucille Lortel Theatre)[11]
- 2007: A Very Common Procedure (Lucille Lortel Theatre)[11]
- 2007: In a Dark Dark House (Lucille Lortel Theatre)[11]
- 2007: Spain (Lucille Lortel Theatre)[11]
- 2008: Grace (Lucille Lortel Theatre)[11]
- 2008: reasons to be pretty (Lucille Lortel Theatre)[11]
- 2008: Fifty Words (Lucille Lortel Theatre)[11]
- 2009: The Third Story (Lucille Lortel Theatre)[11]
- 2009: Coraline (Lucille Lortel Theatre)[11]
- 2009: Still Life (Lucille Lortel Theatre)[11]
- 2010: The Pride (Lucille Lortel Theatre)[11]
- 2010: Family Week (Lucille Lortel Theatre)[11]
- 2010: The Break of Noon (Lucille Lortel Theatre)[11]
- 2011: The Other Place (Lucille Lortel Theatre)[11]
- 2011: The Submission (Lucille Lortel Theatre)[11]
- 2011: Wild Animals You Should Know (Lucille Lortel Theatre)[11]
- 2012: Carrie (Lucille Lortel Theatre)[11]
- 2012: Don’t Go Gentle (Lucille Lortel Theatre)[11]
- 2013: Really Really (Lucille Lortel Theatre)[11]
- 2013: Reasons To Be Happy (Lucille Lortel Theatre)[11]
- 2014: Hand to God (Lucille Lortel Theatre)[11]
- 2014: The Village Bike (Lucille Lortel Theatre)[11]
- 2014: The Money Shot (Lucille Lortel Theatre)[11]
- 2014: Punk Rock (Lucille Lortel Theatre)[11]
- 2015: The Nether (Lucille Lortel Theatre)[11]
- 2015: Permission (Lucille Lortel Theatre)[11]
- 2015: The Legend of Georgia McBride (Lucille Lortel Theatre)[11]
- 2015: Lost Girls (Lucille Lortel Theatre)[11]
- 2016: Smokefall (Lucille Lortel Theatre)[11]
- 2016: A Funny Thing Happened on the Way to the Gynecologic Oncology Unit at Memorial Sloan-Kettering Cancer Center of New York City (Lucille Lortel Theatre)[11]
- 2016: All the Ways to Say I Love You (Lucille Lortel Theatre)[11]
- 2016: Ride the Cyclone (Lucille Lortel Theatre)[11]
- 2017: Yen (Lucille Lortel Theatre)[11]
- 2017: The End of Longing (Lucille Lortel Theatre)[11]
- 2017: Charm (Lucille Lortel Theatre)[11]
- 2017: School Girls; Or, The African Mean Girls Play (Lucille Lortel Theatre)[11]
- 2018: Relevance (Lucille Lortel Theatre)[11]
- 2018: Transfers (Lucille Lortel Theatre)[11]
- 2019: Moscow Moscow Moscow Moscow Moscow Moscow (The Robert W. Wilson MCC Theater Space / Susan and Ronald Frankel Theater)[11]

### Sonstige Bühnen (Auswahl)
- 1974: The Tooth of Crime (Goodman Theatre, Chicago)[1]
- 2002: Edgardo Mine (Hartford Stage, Hartford)[1]